# Symmachia stigmosissima
Symmachia stigmosissima is een vlindersoort uit de familie van de prachtvlinders (Riodinidae), onderfamilie Riodininae.
Symmachia stigmosissima werd in 1910 beschreven door Stichel.